# Prowincja Musashi
Prowincja Musashi (jap. 武蔵国 Musashi-no-kuni) – historyczna prowincja Japonii, obejmująca współczesny okręg metropolitalny Tokio, większą część prefektury Saitama oraz fragment prefektury Kanagawa, z głównymi miastami: Kawasaki i Jokohama.

Mapa prowincji japońskich z zaznaczoną prowincją Musashi

Historyczną stolicą prowincji było miasto Fuchū. W okresie Sengoku (1467/1493–1573) dominującym miastem stało się Edo (obecnie Tokio), w którym miał swoją siedzibę Ieyasu Tokugawa.

## Galeria

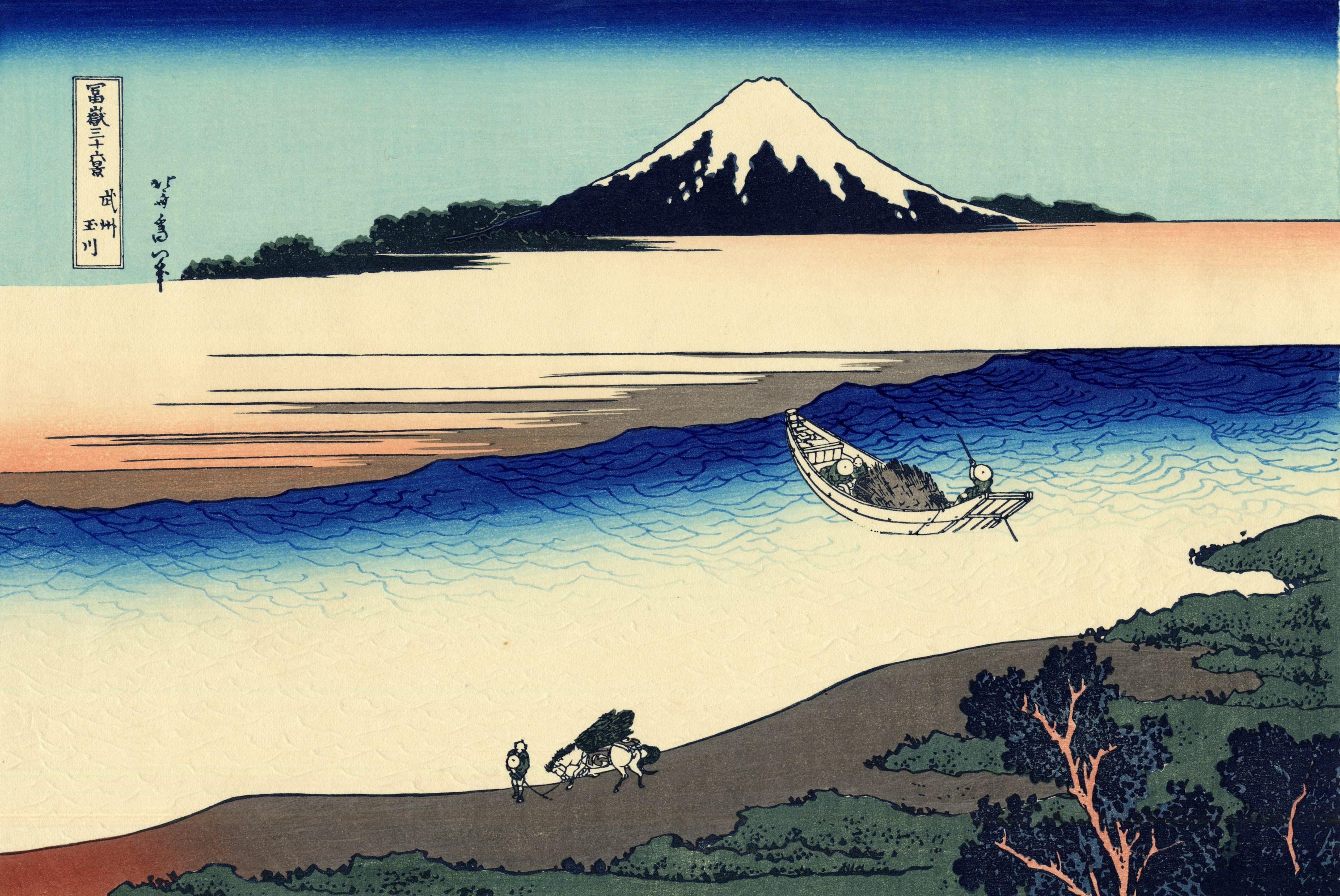
Hokusai Katsushika (1760-1849), Rzeka Tama w prowincji Musashi (ok. 1830)
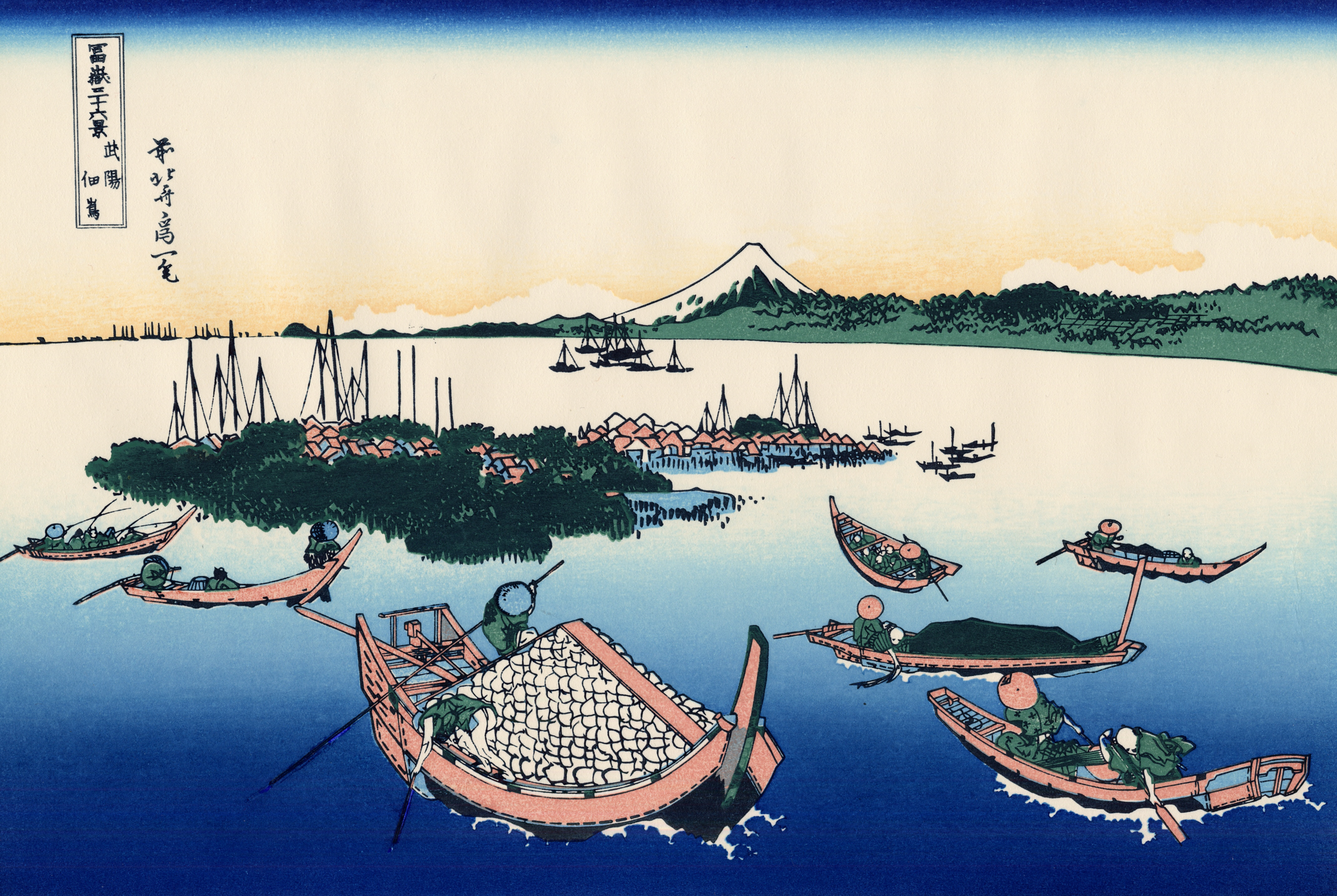
Hokusai Katsushika, Wyspa Tsukuda, Musashi (u ujścia rzeki Sumida, edycja z 1930)